# Droga krajowa B241 (Niemcy)
Droga krajowa 241 (niem. Bundesstraße 241, B 241) – niemiecka droga krajowa przebiegająca  z zachodu na północny wschód od skrzyżowania z drogą B252 w Hohenwepel w Nadrenii Północnej-Westfalii do skrzyżowania z autostradą A395 na węźle Vienenburg w Dolnej Saksonii.